# 冷姓

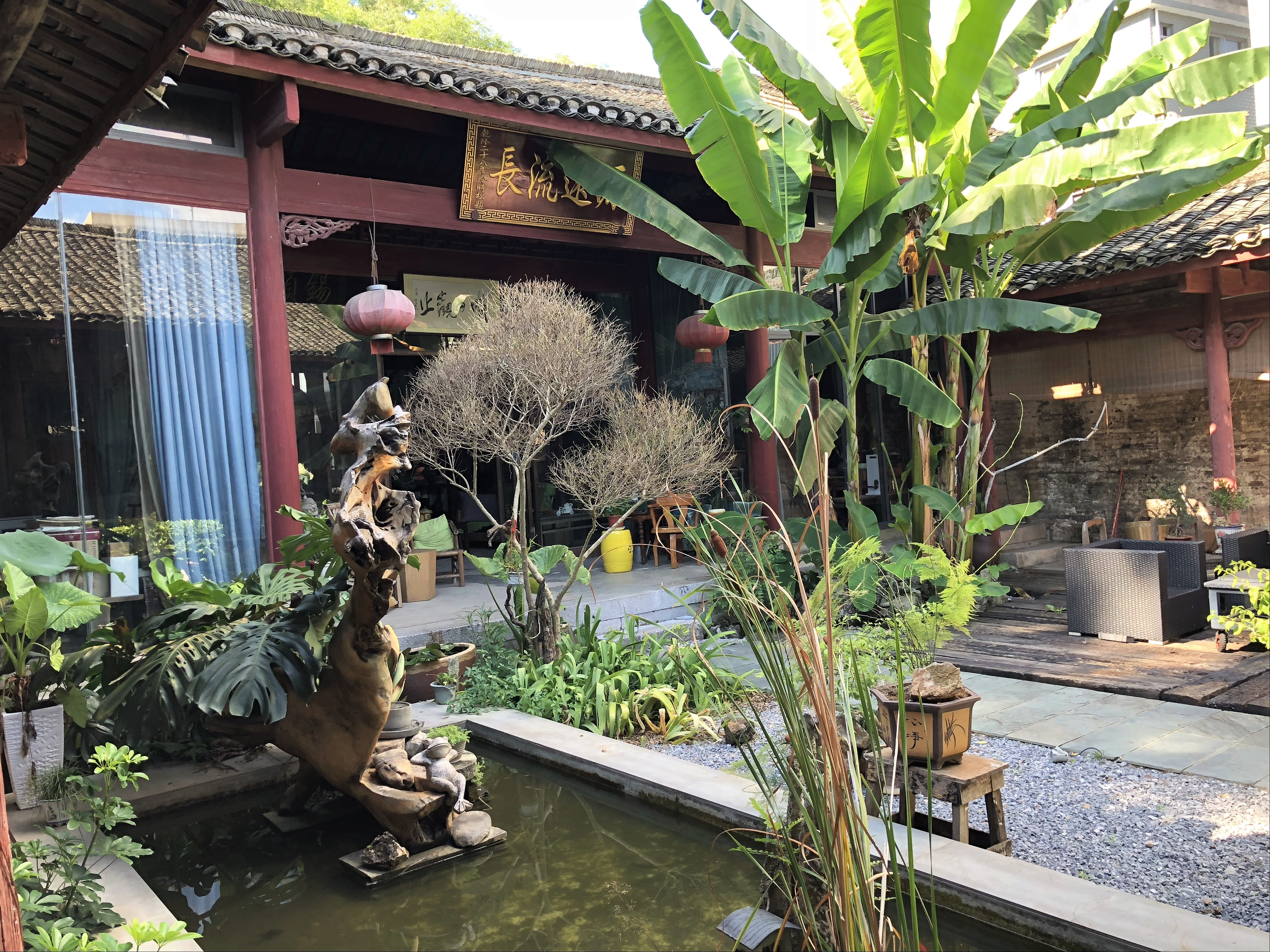
桂林冷氏宗祠。第三进。

冷姓是中文姓氏之一。在《百家姓》中排第377位。

## 起源
关于冷姓的来源有不同的说法。
1. 一说冷姓为黄帝的乐官泠伦后代，因误传而姓冷。
2. 一说冷姓出自姬姓，为春秋时期卫国开国君主康叔的后代。因冷姓祖先封地于冷水，故姓冷。

部份冷姓源自少數民族（ 非漢族）：
1. 一说出自羌族（宋代進入中原）
2. 一说出自蒙古族辉特部
3. 一说出自苗族
4. 一说出自彝族
5. 一说出自土家族
6. 一说出自回族，也有冷姓。
7. 一说出自满族

## 郡望
- 据《郡望百家姓》记载，冷姓郡望出自京兆郡。
- 《姓氏考略》称，冷姓郡望出自新蔡、临安。其中新蔡由春秋时期蔡国国君蔡平侯将首都由上蔡迁徙至下蔡，这里也称为新蔡。汉朝时期置县。临安位于今天浙江杭州。

## 外部連結
[在维基数据编辑]
 《百家姓》
 《欽定古今圖書集成·明倫彙編·氏族典·冷姓部》，出自陈梦雷《古今圖書集成》